# Jepara Kulon
Jepara Kulon is een bestuurslaag in het regentschap Cilacap van de provincie Midden-Java, Indonesië. Jepara Kulon telt 4686 inwoners (volkstelling 2010).